# Letis abrupta
Letis abrupta är en fjärilsart som beskrevs av Walker 1858. Letis abrupta ingår i släktet Letis och familjen nattflyn. Inga underarter finns listade i Catalogue of Life.